# Потшебна
Потшебна (пол. Potrzebna) — село в Польщі, у гміні Гомбін Плоцького повіту Мазовецького воєводства.
Населення — 127 осіб (2011).
У 1975-1998 роках село належало до Плоцького воєводства.

## Демографія
Демографічна структура станом на 31 березня 2011 року:
|          | Загалом | Допрацездатний вік | Працездатний вік | Постпрацездатний вік |
| -------- | ------- | ------------------ | ---------------- | -------------------- |
| Чоловіки | 63      | 7                  | 50               | 6                    |
| Жінки    | 64      | 12                 | 37               | 15                   |
| Разом    | 127     | 19                 | 87               | 21                   |